# Enrico I di Savoia-Nemours
Enrico I di Savoia-Nemours (Parigi, 2 novembre 1572 – Parigi, 10 luglio 1632), originariamente noto col titolo di Marchese di Saint-Sorlin, succedette al fratello Carlo Emanuele come Duca di Nemours.
Era figlio di Giacomo di Savoia-Nemours e di Anna d'Este.

## Biografia
Nel 1588 fu per breve tempo abate commendatario di Pontigny. Nello stesso anno ottenne il governo del Marchesato di Saluzzo dal proprio cugino, Carlo Emanuele I, duca di Savoia. Il Principe di Guisa Carlo duca di Mayenne, suo fratellastro, lo indusse ad aderire alla Lega Cattolica francese e nel 1591 divenne Governatore del Delfinato in nome di questa fazione.
Con l'ascesa al trono di Enrico IV, nel 1596, egli vi si sottomise. Si segnalò nel 1597 all'assedio di Amiens.
Dopo una controversia con il Duca di Savoia, restituì la Borgogna e si alleò con gli spagnoli nella loro guerra contro la Savoia. Dopo la pace, proclamata il 14 novembre 1616, si ritirò alla corte francese.
Il 18 aprile 1618 Enrico sposò Anna di Lorena († 1638), duchessa d'Aumale, figlia di Carlo I di Lorena, duca d'Aumale, e di Maria di Lorena-Elbeuf. In occasione del matrimonio il re restituì alla consorte il ducato d'Aumale, confiscato al padre di lei, Carlo di Guisa nel 1595.
Alla sua morte, gli succedette il figlio maggiore, Luigi.

## Discendenza
Enrico ed Anna ebbero quattro figli:
- Luigi, duca di Nemours e d'Aumale;
- Francesco Paolo (1619 - 1627);
- Carlo Amedeo (1624 - 1652), duca di Nemours e d'Aumale;
- Enrico, divenuto arcivescovo di Reims, poi duca di Nemours e d'Aumale.

## Ascendenza
|                                |                  |                               | Genitori                        |  |  | Nonni |  |  | Bisnonni             |  |  | Trisnonni          |  |
|                                |                  |                               |                                 |  |  |       |  |  | Filippo II di Savoia |  |  | Ludovico di Savoia |  |
|                                |                  |                               |                                 |  |  |       |  |  | Filippo II di Savoia |  |  | Ludovico di Savoia |  |
|                                |                  | Anna di Lusignano             |                                 |  |  |       |  |  | Filippo II di Savoia |  |  |                    |  |
| Filippo di Savoia-Nemours      |                  |                               |                                 |  |  |       |  |  | Filippo II di Savoia |  |  |                    |  |
|                                |                  | Claudina di Brosse            | Giovanni II di Brosse           |  |  |       |  |  |                      |  |  |                    |  |
|                                |                  | Claudina di Brosse            | Giovanni II di Brosse           |  |  |       |  |  |                      |  |  |                    |  |
|                                |                  | Claudina di Brosse            | Nicoletta di Châtillon          |  |  |       |  |  |                      |  |  |                    |  |
| Giacomo di Savoia-Nemours      |                  | Claudina di Brosse            |                                 |  |  |       |  |  |                      |  |  |                    |  |
|                                |                  | Luigi I d'Orléans-Longueville | Francesco d'Orléans-Longueville |  |  |       |  |  |                      |  |  |                    |  |
|                                |                  | Luigi I d'Orléans-Longueville | Francesco d'Orléans-Longueville |  |  |       |  |  |                      |  |  |                    |  |
|                                |                  | Luigi I d'Orléans-Longueville | Agnese di Savoia                |  |  |       |  |  |                      |  |  |                    |  |
| Carlotta d'Orleans-Longueville |                  | Luigi I d'Orléans-Longueville |                                 |  |  |       |  |  |                      |  |  |                    |  |
|                                |                  | Giovanna di Hochberg          | Filippo di Hochberg             |  |  |       |  |  |                      |  |  |                    |  |
|                                |                  | Giovanna di Hochberg          | Filippo di Hochberg             |  |  |       |  |  |                      |  |  |                    |  |
|                                |                  | Giovanna di Hochberg          | Maria di Savoia                 |  |  |       |  |  |                      |  |  |                    |  |
| Enrico I di Savoia-Nemours     |                  | Giovanna di Hochberg          |                                 |  |  |       |  |  |                      |  |  |                    |  |
|                                | Alfonso I d'Este | Ercole I d'Este               |                                 |  |  |       |  |  |                      |  |  |                    |  |
|                                | Alfonso I d'Este | Ercole I d'Este               |                                 |  |  |       |  |  |                      |  |  |                    |  |
|                                | Alfonso I d'Este | Eleonora d'Aragona            |                                 |  |  |       |  |  |                      |  |  |                    |  |
| Ercole II d'Este               | Alfonso I d'Este |                               |                                 |  |  |       |  |  |                      |  |  |                    |  |
|                                |                  | Lucrezia Borgia               | Papa Alessandro VI              |  |  |       |  |  |                      |  |  |                    |  |
|                                |                  | Lucrezia Borgia               | Papa Alessandro VI              |  |  |       |  |  |                      |  |  |                    |  |
|                                |                  | Lucrezia Borgia               | Vannozza Cattanei               |  |  |       |  |  |                      |  |  |                    |  |
| Anna d'Este                    |                  | Lucrezia Borgia               |                                 |  |  |       |  |  |                      |  |  |                    |  |
|                                |                  | Luigi XII di Francia          | Carlo d'Orléans                 |  |  |       |  |  |                      |  |  |                    |  |
|                                |                  | Luigi XII di Francia          | Carlo d'Orléans                 |  |  |       |  |  |                      |  |  |                    |  |
|                                |                  | Luigi XII di Francia          | Maria di Clèves                 |  |  |       |  |  |                      |  |  |                    |  |
| Renata di Francia              |                  | Luigi XII di Francia          |                                 |  |  |       |  |  |                      |  |  |                    |  |
|                                |                  | Anna di Bretagna              | Francesco II di Bretagna        |  |  |       |  |  |                      |  |  |                    |  |
|                                |                  | Anna di Bretagna              | Francesco II di Bretagna        |  |  |       |  |  |                      |  |  |                    |  |
|                                |                  | Anna di Bretagna              | Margherita di Foix              |  |  |       |  |  |                      |  |  |                    |  |
|                                |                  | Anna di Bretagna              |                                 |  |  |       |  |  |                      |  |  |                    |  |